# Ray Johnson
Raymond Edward "Ray" Johnson, född 16 oktober 1927 i Detroit, Michigan, död 13 januari 1995 i Sag Harbor, Suffolk County, New York, var en amerikansk konstnär inom popkonströrelsen.